# Loge (měsíc)
Loge (vyslovováno /ˈlɔɪ.eɪ/) je malý měsíc planety Saturn. Jeho objev byl oznámen 26. června 2006 vědeckým týmem, jehož členy jsou Scott S. Sheppard, David C. Jewitt, Jan Kleyna a Brian G. Marsden. Nalezen byl během pozorování provedených mezi lednem a dubnem 2006. Po svém objevu dostal dočasné označení S/2006 S 5. V dubnu 2007 byl nazván Loge, po obru jménem Loge (psáno také Logi), patřícího do severské mytologie. Dalším jeho názvem je Saturn XLVI.
Loge patří do skupiny Saturnových měsíců nazvaných Norové.

## Vzhled měsíce
Předpokládá se, že průměr měsíce Loge je přibližně 6 kilometrů (odvozeno z jeho albeda).

## Oběžná dráha
Loge obíhá Saturn po retrográdní dráze v průměrné vzdálenosti 23,1 milionů kilometrů. Oběžná doba je 1314 dní.